# Treviso Foot-Ball Club 1930-1931
Questa voce raccoglie le informazioni riguardanti il Treviso Foot-Ball Club nelle competizioni ufficiali della stagione 1930-1931.

## Stagione
Nell'ottimo campionato 1930-31 il Treviso viene riaffidato alla guida di Laszlo Gyozonek, e i risultati si vedono subito: quarto posto in campionato grazie a 11 vittorie, 10 sconfitte e 5 pareggi, e bomber Bisigato realizza la bellezza di 17 gol in 25 partite, confermandosi un'autentica macchina da gol.
C'è di nuovo però una situazione di difficoltà economica all'interno del club e vengono venduti dei pezzi pregiati nel mercato, tra cui anche quella di Bisigato che finisce al Bari e permette alla società di ripianare il bilancio; ma in futuro l'attaccante tornerà a vestire la maglia biancoceleste.

## Statistiche di squadra
| Competizione    | Punti | In casa | In casa | In casa | In casa | In casa | In casa | In trasferta | In trasferta | In trasferta | In trasferta | In trasferta | In trasferta | Totale | Totale | Totale | Totale | Totale | Totale | DR  |
| Competizione    | Punti | G       | V       | N       | P       | Gf      | Gs      | G            | V            | N            | P            | Gf           | Gs           | G      | V      | N      | P      | Gf     | Gs     | DR  |
| --------------- | ----- | ------- | ------- | ------- | ------- | ------- | ------- | ------------ | ------------ | ------------ | ------------ | ------------ | ------------ | ------ | ------ | ------ | ------ | ------ | ------ | --- |
| Prima Divisione | 32    | ?       | ?       | ?       | ?       | ?       | ?       | ?            | ?            | ?            | ?            | ?            | ?            | 26     | 11     | 10     | 5      | 46     | 29     | +17 |
| Totale          |       | ?       | ?       | ?       | ?       | ?       | ?       | ?            | ?            | ?            | ?            | ?            | ?            | 26     | 11     | 10     | 5      | 46     | 29     | +17 |